# Gonoplectus broelemanni
Gonoplectus broelemanni är en mångfotingart som beskrevs av Demange 1961. Gonoplectus broelemanni ingår i släktet Gonoplectus och familjen Harpagophoridae. Inga underarter finns listade i Catalogue of Life.